# Tolumnia osmentii
Tolumnia osmentii là một loài thực vật có hoa trong họ Lan. Loài này được (Moir) Braem miêu tả khoa học đầu tiên năm 1986.